# Дуарте, Дэниел
Дэниел Дуарте (англ. Daniel Duarte; 25 октября 1979, Гибралтар) — гибралтарский футболист, выступавший на позиции полузащитника. Выступал за сборную Гибралтара.

## Биография

### Клубная карьера
Большую часть карьеры Дуарте провёл в составе клуба «Линкольн Ред Импс», с которым множество раз становился чемпионом и обладателем Кубка Гибралтара. Летом 2014 года гибралтарские клубы дебютировали в еврокубках. 2 июля Дуарте в качестве капитана команды вывел «Линкольн» на первый матч первого отборочного раунда Лиги чемпионов с фарерским клубом «ХБ Торсхавн» (1:1) и провёл на поле 77 минут. В ответной встрече двух команд Дуарте остался на скамейке запасных, а его команда уступила со счётом 2:5. В 2015 году игрок покинул команду и отыграл сезон в клубе «Манчестер 62», после чего завершил игровую карьеру.

### Карьера в сборной
В составе сборной Гибралтара был участником Островных игр 2009 и 2011 годов.
После вступления Гибралтара в УЕФА, Дуарте получил вызов на первый официальный товарищеским матч Гибралтара со сборной Словакии. В этой встрече он появился на поле в стартовом составе и был заменён на 56-й минуте, уступив место Кайлу Касьяро. Игра завершилась со счётом 0:0. 
Всего за сборную Гибралтара Дуарте провёл 5 матчей. В 2014 году он сыграл в двух товарищеских матчах со сборными Фарерских островов и Эстонии, а в 2015 году в двух матчах отборочного турнира чемпионата Европы 2016, оба против сборной Шотландии.

## Достижения
«Линкольн Ред Импс»
- Чемпион Гибралтара (9): 2006/07, 2007/08, 2008/09, 2009/10, 2010/11, 2011/12, 2012/13, 2013/14, 2014/15
- Обладатель Кубка Гибралтара (7): 2006/07, 2007/08, 2008/09, 2009/10, 2010/11, 2013, 2014